# Вальбона, Анжелина
Анжелина Торрес Вальбона (кат. Angelina Torres Vallbona; род. 18 марта 1913, Бельвис) — испанская сверхдолгожительница, чей возраст подтверждён Группой LongeviQuest (LQ) и проверяется Исследовательской группой геронтологии (GRG). Она является старейшим живущим верифицированным жителем Испании. Её возраст составляет 112 лет 120 дней.

## Биография
Торрес Вальбона родилась 18 марта 1913 года в деревне Бельвис в провинции Льейда. У неё было семь братьев и сестёр. Когда ей было три года, её отец погиб в результате несчастного случая. Семья переехала в Барселону. В детстве училась в школе, которую содержали монахини. Как только она стала достаточно взрослой, чтобы работать, она начала подрабатывать в обувном магазине. Начала свою работу в должности закройщицы. Работая в компании Vinilos y Vidal, она зарабатывала шесть песет за каждые 12 сделанных ею галстуков. Понимая важность навыков шитья, её мать настояла на том, чтобы она тоже научилась шить, в результате чего она стала подмастерьем у портнихи.
Позже она перешла на работу в Брагулат. Во время Гражданской войны она познакомилась со своим будущим мужем Жозепом. В 1942 году они поженились. Средства, которые её мать отложила после войны, оказались не слишком полезными, и она переехала к свекрам. У пары родилась дочь Мерсе. В 61 год она стала вдовой. Несмотря на выход на пенсию, она продолжала жить в арендованном доме. Она продолжала жить самостоятельно в небольшой квартире на улице C. Villarroel-Gran Via, пока не сломала бедро. После травмы её дочь Мерсе переехала жить к ней в дом, и они продолжают жить вместе по сей день.
По состоянию на январь 2024 года у неё 2 внука и 3 правнука.
В интервью, рассказывая о «секрете её долголетия» она говорит, что просто ежедневно завтракает «стаканом воды с несколькими каплями лимона и чайной ложкой сахара».

## Рекорды долгожителя
- 26 июня 2023 года, после кончины 110-летней Вирхилии де Диего Карнисеро, она стала старейшим живущим жителем Барселоны.
- 10 марта 2024 года, после кончины 111-летней Пилар Калиш Бускетс, она стала старейшим живым человеком в провинции Барселона.
- 23 ноября 2024 года, после кончины 113-летней Пьедад Лориенте Перес, она стала старейшим живущим человеком в Испании[1].